# Knut Wagner
Knut Wagner (* 19. Februar 1945 in Hausdorf/Schlesien) ist ein deutscher Schriftsteller.

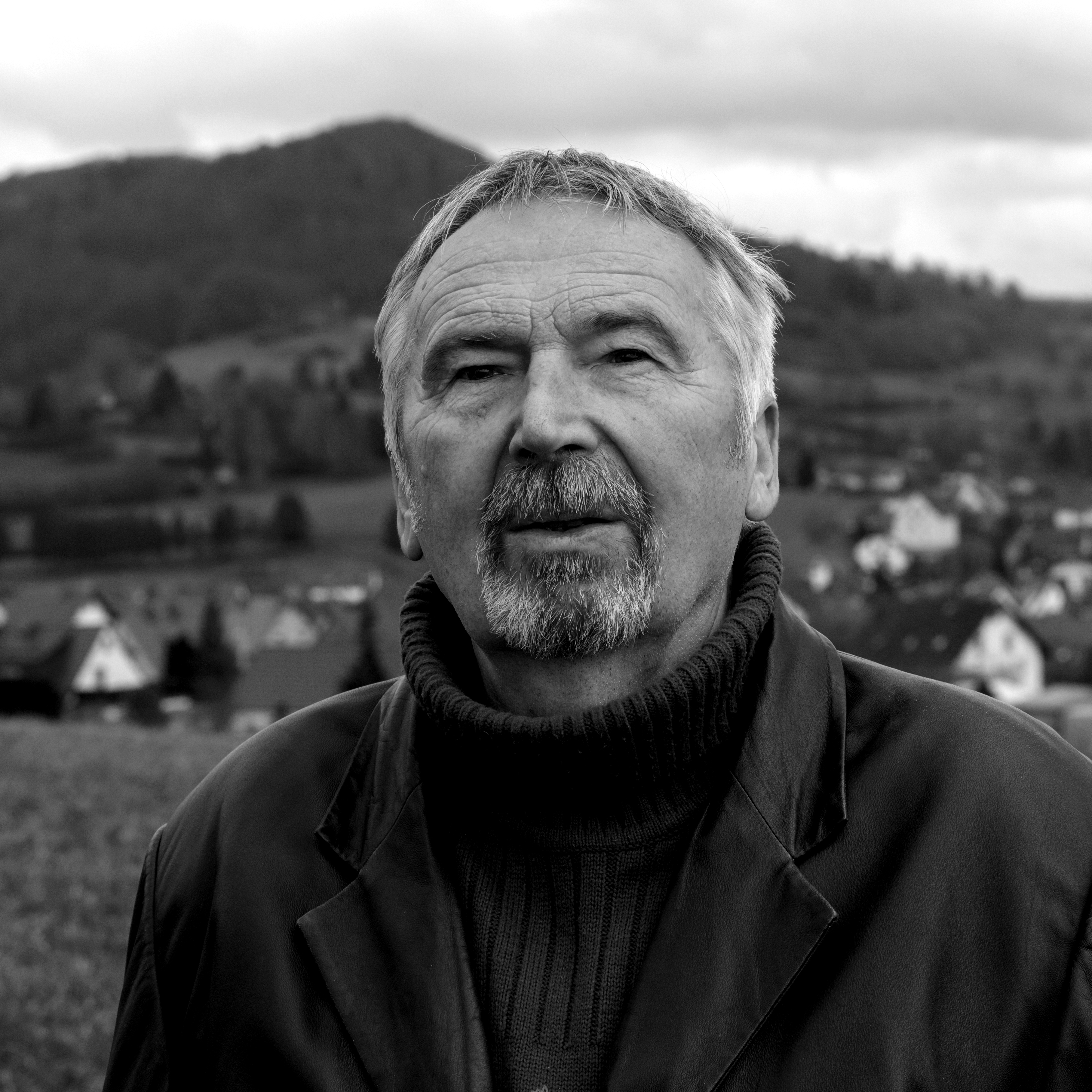
Knut Wagner 2020

## Leben
Im Jahre 1946 wurden Wagners Eltern aus ihrer schlesischen Heimat vertrieben und mussten von Hausdorf, Bez. Breslau, nach Waldenburg in Sachsen umsiedeln.
Ab 1951 besuchte Knut Wagner die dortige Grundschule, die er 1959 in Erfurt beendete. Nach dem Abitur, das er 1963 an der Erweiterten Heinrich-Mann-Oberschule in Erfurt ablegte, absolvierte er eine Kraftfahrzeugschlosserlehre und arbeitete danach als Motorenschlosser im Erdölverarbeitungswerk Schwedt. 1965 nahm er das Studium der Germanistik und Geschichte an der Friedrich-Schiller-Universität in Jena auf, das er im August 1969 mit dem Staatsexamen und dem Diplom abschloss.
Nach sieben Jahren pädagogischer Tätigkeit kündigte Wagner und wurde freiberuflicher Schriftsteller, schrieb den Roman „Prinz Homburg und die Schwalben“, für den er 1981 den Förderpreis des Mitteldeutschen Verlages Halle-Leipzig und des Literaturinstituts „Johannes R. Becher“ erhielt.
1982 schloss er sein Direktstudium am Literaturinstitut in Leipzig erfolgreich ab, das er im September 1979 begonnen hatte.
Von 1987 bis 1989 war er Schauspieldramaturg am Meininger Theater und gründete – als es die politischen Verhältnisse zuließen – im Februar 1990 die Wochenzeitschrift „Offenheit“, deren Chefredakteur er war.
Ab Mai 1990 war er dann bei verschiedenen Tageszeitungen (Tagespost, Thüringische Landeszeitung, Freies Wort) als Lokalredakteur tätig.
2001 wurde er Ressortleiter Feuilleton beim Freien Wort in Suhl, musste aber seine Redaktionsarbeit aus gesundheitlichen Gründen ein Jahr später aufgeben.
In der Folgezeit arbeitete Wagner die Ereignisse im Herbst 1989 in Schmalkalden literarisch und filmisch auf, und sein Film „Aufruhr im Advent“, der 2009 Premiere hatte, fand auch überregional ein großes Interesse. Nach dem Erscheinen seines Sammelbandes „Traumbeladen“ mit früher Lyrik und Essays im Jahre 2011 widmet sich Wagner vor allem dem Romanschreiben.
Knut Wagner lebt seit 1971 in Asbach bei Schmalkalden.

## Werke
- 1981: Prinz Homburg und die Schwalben, Roman, Mitteldeutscher Verlag Halle-Leipzig
- 2009: Aufruhr im Advent, Film, DVD, ISBN 978-3-00-028780-0
- 2011: Traumbeladen, Gedichte und Essays, Verlag: tredition, Hamburg, ISBN 978-3-8424-2205-6
- 2020: Leben ohne Maske, Roman, Verlag Kern, Ilmenau, ISBN 978-3-95716-328-8